# Kanon (orthodoxe Liturgie)
Kanon (κανών) ist die Bezeichnung für einen nach bestimmten Regeln aufgebauten, mehrteiligen Hymnentext, der in einigen Horen des Stundengebets in den orthodoxen Kirchen verwendet wird. Er besteht aus insgesamt neun gegliederten Abschnitten, Oden genannt, deren Grundlage jeweils ein Canticum aus der Bibel bildete, das durch Hymnenstrophen (Troparien) ergänzt wurde. In der weiteren Entwicklung entfielen vielfach die biblischen Cantica.
Die Grundform des Kanons ist im Großen Kanon von Andreas von Kreta aus dem 7. Jahrhundert zu sehen, der auch heute noch in der Großen Fastenzeit gebetet wird. Darauf aufbauend schufen im 8. und 9. Jahrhundert weitere Hymnographen, wie Johannes von Damaskus, Kosmas von Jerusalem bzw. Maiuma, Joseph Hymnographos, Theophanes Graptos u. a., eine Vielzahl neuer Kanones.

## Cantica
Die Cantica der einzelnen Oden sind
1. Gesang des Moses (Ex 15,1–19 EU)
2. Gesang des Moses (Dtn 32,1–43 EU)
3. Gebet der Anna, Mutter des Propheten Samuel (1 Sam 2,1–10 EU)
4. Gebet des Propheten Habakuk (Hab 3,2–19 EU)
5. Gebet des Propheten Jesaja (Jes 26,9–20 EU)
6. Gebet des Propheten Jonas (Jona 2,3–10 EU)
7. Gesang der Jünglinge im Feuerofen (Dan 3,26–56 EU)
8. Gesang der Jünglinge im Feuerofen (Dan 3,57–88 EU)
9. Gesang der Gottesgebärerin (Magnificat), (Lk 1,46–55 EU) und
Gebet des Zacharias (Benedictus), (Lk 1,68–79 EU).

Die zweite Ode wird nur in der Karwoche gesungen.

## Ablauf
Ein Kanon zur Matutin ist (außerhalb der Großen Fastenzeit und der Osterzeit) wie folgt strukturiert:
- Ode I
- Ode III
- Kleine Litanei
- Sedalen
- Ode IV
- Ode V
- Ode VI
- Kleine Litanei
- Kontakion und Oikos
- (Synaxarion)
- Ode VII
- Ode VIII
- Magnificat
- Ode IX
- Kleine Litanei
- Exapostilarion

In der Großen Fastenzeit werden nur drei oder vier Oden gesungen:
- Montag: Ode I, VII, IX
- Dienstag: Ode II, VII, IX
- Mittwoch: Ode III, VII, IX
- Donnerstag: Ode IV, VIII, IX
- Freitag: Ode V, VIII, IX
- Samstag: Ode VI, VII, VIII, IX

Diese Liturgien sind in eigenen liturgischen Büchern, dem Triodion (Fasten- und Blumentriodion, bzw. Pentekostarion) aufgeschrieben.